# アイトール・パレデス
アイトール・パレデス・カサミチャナ（Aitor Paredes Casamichana、2000年4月29日 - ）は、スペイン・バスク州ビルバオ出身のサッカー選手。アスレティック・ビルバオ所属。スペイン代表。ポジションはDF。

## クラブ経歴
バスク州のビルバオに生まれ、2010年にアスレティック・ビルバオのカンテラに入団した。2018-19シーズンにCチームへと昇格し、翌シーズンはBチームデビューも果たした。
2020年10月には、アスレティック・ビルバオのトップチームから招集を受けたが、10月中の出番は無かった。